# Марс, Джон Франклин
Джон Франклин Марс (англ. John Franklyn Mars; род. 15 октября 1935) — американский предприниматель, бизнес-магнат. Сын Форреста Марса старшего и внук Фрэнка Марса, основателя американской кондитерской компании  Mars, Incorporated. Как член семьи Марсов владеет бизнесом в компании Mars Incorporated и другими активами на сумму $10 миллиардов. В декабре 2010 года был на 52 месте в рейтинге самых богатых людей планеты и на 26 месте среди богатейших людей США по версии журнала Forbes . 
Является председателем правления компании Mars Incorporated. Закрытость её от прессы не позволяет точно представить степень вовлечённости Джона Марса в управление бизнесом, однако известно, что Джон и его брат Форрест, формально ушли в отставку и передали управление другому должностному лицу.
Окончил Йельский университет. Прежде жил в Арлингтоне, в последнее время проживает в Джексоне, штат Вайоминг . Женат, имеет двоих детей.

## Награды
- Рыцарь-командор ордена Британской империи (2014 год, Великобритания)[3]